# Urban Palmgren
Karl Urban Bertil Palmgren, född 24 maj 1929 i Kalmar, död 9 november 2019, var en svensk väg- och vattenbyggnadsingenjör. 
Palmgren, som var son till landsfiskal Bertil Palmgren och Märta Wenell, utexaminerades från Kungliga Tekniska högskolan 1955. Han var anställd vid AB Vattenbyggnadsbyrån 1955–1967, kommunalråd i Täby köping/kommun (Folkpartiet) 1968–1976 samt verkställande direktör och koncernchef för Kjessler & Mannerstråle AB (KM-gruppen) från 1976. Urban Palmgren är begravd på Danderyds kyrkogård.